# Rickshawkaran
Rickshawkaran – indyjski film z 1971, w języku tamilskim, w reżyserii M. Krishnana Naira.

## Obsada
- M.G. Ramachandran
- S.A. Ashokan - Kailasam
- Manjula Vijayakumar - Uma
- R.S. Manohar
- Padmini - Parvathi
- Cho Ramasawamy

Źródła:

## Piosenki filmowe
- Kadloram Vaangiya
- Ange Sirippavarkal
- Kollimalai Kaatukkule
- Ponnazhagu Penmai
- Kadalooram Vaangiya

Twórcą ich tekstów był Vaali. Swoich głosów w playbacku użyczyli, między innymi, T.M. Soundararajan oraz P. Susheela.

## Nagrody
Za rolę w tym filmie M.G. Ramachandran otrzymał National Film Award dla najlepszego aktora (1972).